# 秦氏节孝坊
秦氏节孝坊，是位于中国山东省泰安市东平县旧县乡尹村的一个清代古建筑，1996年入选东平县第三批文物保护单位。
秦氏节孝坊是乾隆二年所立的全石结构牌坊，为表彰廪生秦烜的妻子房氏而建，为石质四柱三门牌楼，面阔3间8.25米，通高5.12米，单脊，柱前后有8只抱柱的石狮子，现保存完整。